# Jetta VS7

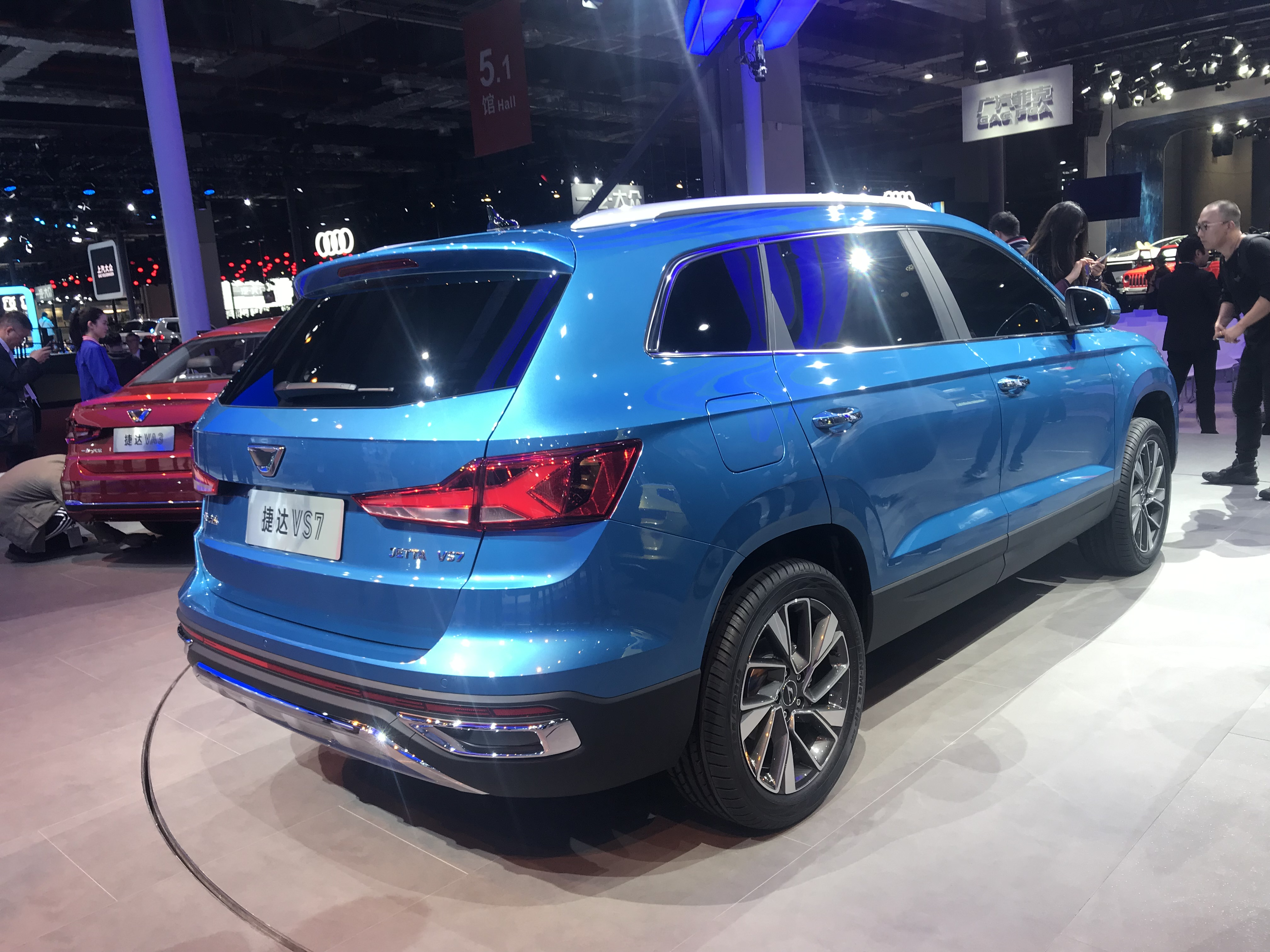
Вид сзади

Jetta VS7 — компактный кроссовер, выпускаемый компаниями First Automotive Works и Volkswagen с 2020 года.

## Описание
Автомобиль Jetta VS7 впервые был представлен в апреле 2019 года в Шанхае. Как и Jetta VS5, автомобиль получил название Jetta VS7 в честь седана Volkswagen Jetta в китайской иерархии Volkswagen. Продажи автомобиля начались в Китае в марте 2020 года.
Автомобиль Jetta VS7 является, по сути, аналогом Jetta VS5 с увеличенной колёсной базой. Автомобиль оснащается двигателем внутреннего сгорания EA211. Платформа аналогична SEAT Tarraco и Škoda Kodiaq.
Автомобиль Jetta VS7 продаётся в Китае, России и Иране. В 2022 году автомобиль был обновлён. Всего произведено 99050 экземпляров.